# Sze Sung-hsi
Sze Sung-hsi 斯頌熙 (geboren am 29. August 1909 in Hangzhou, Kaiserreich China; † 26. Juni 1994) war ein chinesischer Diplomat.
1933 schloss er ein Studium an der Zhejiang Zhuji Sekundarschule, Zentrale Politische Schule, Abteilung für auswärtige Angelegenheiten ab. Er studierte Öffentliches Recht an der Friedrich-Wilhelms-Universität zu Berlin und Völkerrecht an der Haager Akademie für Völkerrecht. In Berlin war er 1937 Gesandtschaftssekretär erster Klasse. 1946 war er in Den Haag (Niederlande) beschäftigt. Ab 1955 war er Gesandtschaftsrat in der diplomatischen Vertretung der Republik China (Taiwan) in Panama-Stadt, danach 1956 Gesandtschaftsrat in Teheran (Iran) und 1964 Gesandtschaftsrat in Amman (Jordanien). Auf den Malediven war er 1966 der erste Botschafter der Republik China. Gesandter in Beirut Libanon war er 1967.